# Son dernier coup d'éclat
Cet article possède un paronyme, voir Son dernier coup d'archet.
Son dernier coup d'éclat (His Last Vow) est le troisième et dernier épisode de la troisième saison de la série télévisée Sherlock diffusé pour la première fois sur BBC One et BBC One HD le 12 janvier 2014. Librement adapté de Charles Auguste Milverton (The Adventure of Charles Augustus Milverton) de Sir Arthur Conan Doyle, mais faisant également quelques allusions à la nouvelle Son dernier coup d'archet (His Last Bow), l'épisode confronte Sherlock avec un maître chanteur particulièrement ignoble, Charles Augustus Magnussen.

## Résumé
Un cas est soumis à Holmes, concernant des lettres volées à Lady Smallwood, une dignitaire britannique, soumise donc à un chantage. Cela le met en conflit avec Charles Augustus Magnussen, un magnat de la presse à scandale. Sherlock comprend que Magnussen manipule tout le monde grâce à ce qu’il appelle des « points de pression ». Il essaie de s’en prendre à Holmes, en vain, car il ne peut trouver de point de pression hormis son addiction à la drogue. 
Sherlock et Watson entrent par effraction dans les bureaux de Magnussen, grâce à la complicité de Janine, son assistante personnelle, que Sherlock a séduite. Sherlock y découvre une femme tenant en joue Magnussen ; il s’agit de Mary Watson sur laquelle le maître chanteur détient des secrets. Mary abat Sherlock d’une balle dans la poitrine. Sherlock se réfugie dans son palais mental pour résister à l'état de choc et essayer de lutter contre la mort ; au moment de lâcher prise et de mourir, Moriarty apparaît dans son esprit et lui rappelle que John Watson est en danger. À cette pensée le cœur de Sherlock se remet à battre.
Encore convalescent, Sherlock piège Mary afin que John découvre la vérité sur elle, il sait que Mary Morstan n'est pas son vrai nom et qu’elle a travaillé comme agent de la CIA. Watson est hors de lui ; Sherlock lui fait comprendre qu'il n'est pas tombé amoureux de Mary par hasard, mais qu'il est naturellement attiré par le danger. Il lui explique aussi qu'en tirant sur Sherlock puis en appelant immédiatement les secours, Mary lui a donné une chance de survivre tout en assurant sa couverture. Mary confie à son mari une clé USB contenant son passé de tueuse au service de la CIA.
Quelques mois plus tard, tous fêtent Noël chez les parents de Sherlock. Watson accorde son pardon à Mary et détruit la clé USB contenant les révélations sur sa femme, sans en avoir pris connaissance. Mycroft informe Sherlock d’une offre du Gouvernement, mais il veut que son frère refuse cette mission en Europe de l’Est, car elle entraînerait la mort de Sherlock en moins de 6 mois. Et sa mort lui briserait le cœur. Sherlock est interloqué par cette marque d'affection, Mycroft accuse le punch de Noël dans cet excès de sensiblerie fraternelle. Mais en réalité, Sherlock attendait que tout le monde, Mycroft, ses parents, Mary subissent les effets de la drogue dans le punch pour dérober l'ordinateur portable de Mycroft afin de le donner à Magnussen en échange du dossier sur Mary.
Avec Watson, ils sont emmenés chez Magnussen où ils découvrent ce qui fait sa puissance et son impunité. Il leur montre Appledore, sa « forteresse », mais la chambre forte est vide de tout dossier concret. La forteresse est son « palais mental » où il mémorise toutes les informations lui permettant d'exercer un chantage. Il leur déclare que « savoir est posséder » et démontre son pouvoir en faisant des pichenettes sur le visage de John, menaçant de livrer Mary à ses nombreux ennemis si John ne se laisse pas faire. John n'a pas le choix et doit accepter l'humiliation sur le conseil de Sherlock. 
Quand la police et Mycroft arrivent, Sherlock abat Magnussen et est arrêté, Mary n'a plus rien à craindre. Plus tard, Mycroft fait comprendre aux services secrets que Sherlock, très populaire, ne peut être incarcéré sans que cela ne déclenche des émeutes. Sherlock est donc envoyé par le MI6 en Europe de l’Est pour travailler sous couverture pendant 6 mois (la mission même que Mycroft voulait que Sherlock refuse). Sherlock fait ses adieux à Watson. 
Après quatre minutes de vol, les écrans télé dans tout le Royaume-Uni sont piratés pour diffuser en boucle une vidéo de Jim Moriarty scandant : « Est-ce que je vous ai manqué ? ». Sherlock est immédiatement rappelé. Watson dit à Mary : « Il y a un vent d’est qui se lève » (c'est la dernière réplique de Sherlock Holmes dans la nouvelle Son dernier coup d'archet).

## Accueil critique et audiences

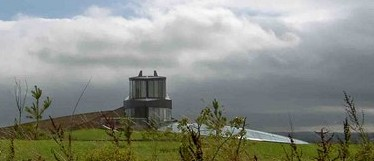
La maison futuriste dans Swinhay Farm utilisée pour Appledore, la demeure de Magnussen.

En France, l'épisode, diffusé le 17 avril 2014, a été suivi par 1,0 million de téléspectateurs, soit 4.3 % de parts de marché sur France 4.